# ابراهیم اوزولمز
ابراهیم اوزولمز (انگلیسی: İbrahim Üzülmez؛ زادهٔ ۱۰ مارس ۱۹۷۴) بازیکن فوتبال اهل ترکیه است.
از باشگاه‌هایی که در آن بازی کرده‌است می‌توان به باشگاه فوتبال کاردمیر قره‌بوک‌اسپور، باشگاه فوتبال بشیکتاش، و باشگاه فوتبال غازی عینتاب‌اسپور اشاره کرد.
وی همچنین در تیم ملی فوتبال ترکیه بازی کرده‌است.